# Chrtníky

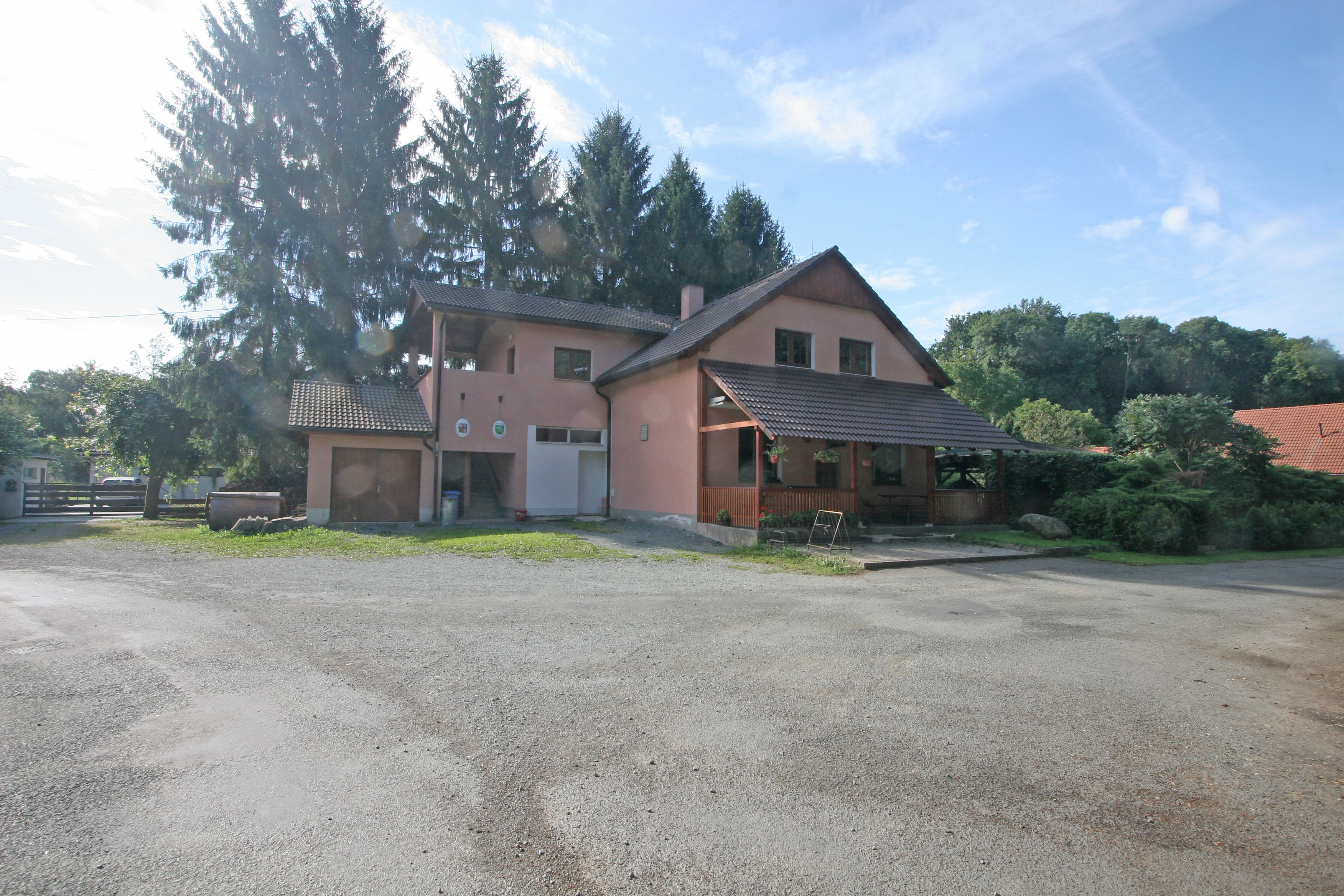
Gemeindeamt

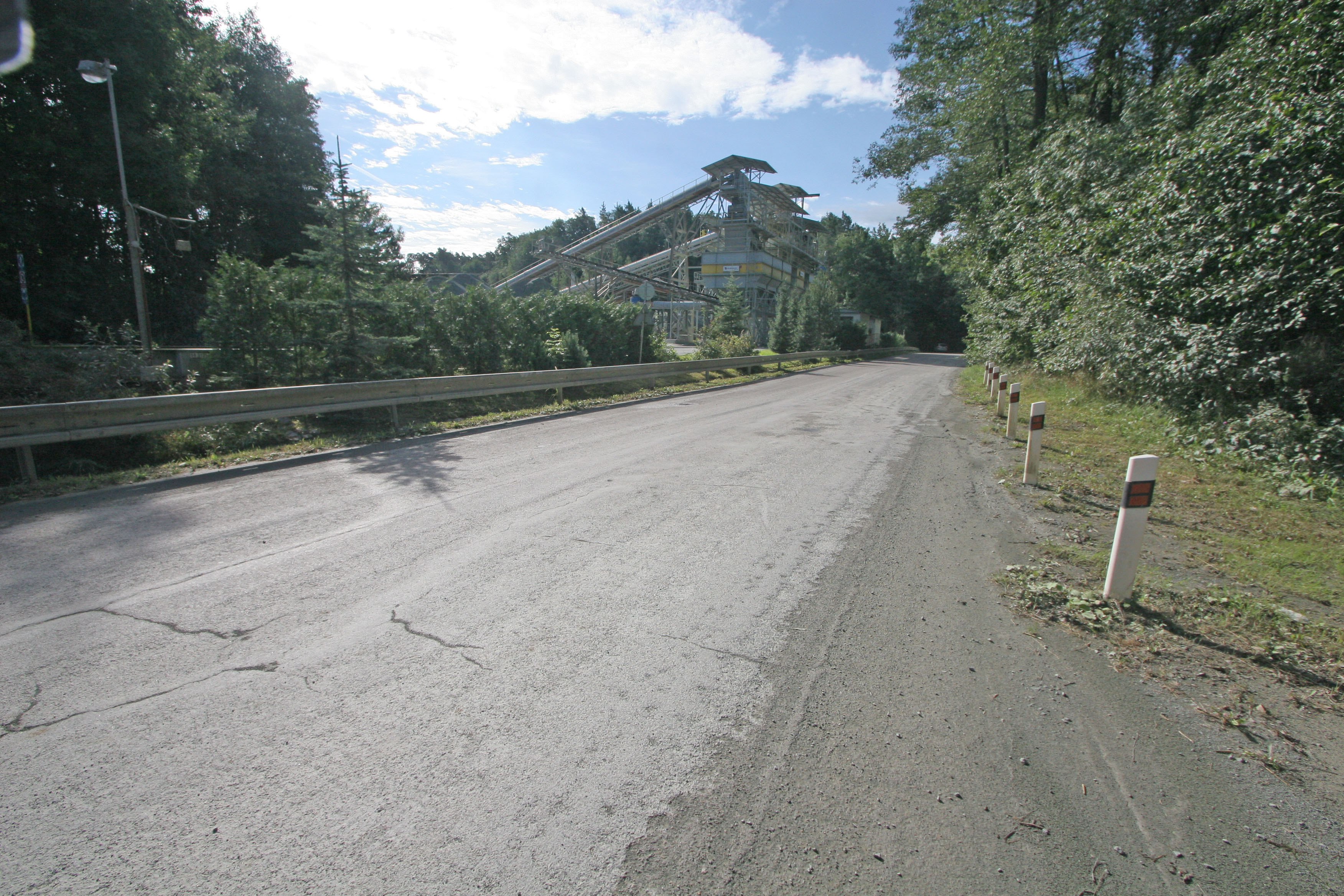
Steinbruch

Chrtníky (deutsch Chrtnik, auch Chertnik) ist eine Gemeinde in Tschechien. Sie liegt sechs Kilometer nordwestlich von Heřmanův Městec und gehört zum Okres Pardubice.

## Geographie
Chrtníky befindet sich in den nördlichen Ausläufern des Eisengebirges (Železné hory) in Tal des Baches Struha. Östlich des Dorfes erstreckt sich das Waldgebiet Choltická obora (Choltitzer Wildgehege) mit den Teichen Chrtnický rybník und Červený rybník. Südwestlich von Chrtníky wird ein größerer Steinbruch betrieben.
Nachbarorte sind Velký Ovčín, Podhorky und Jedousov im Norden, Choltice im Nordosten, Jeníkovice im Osten, Svinčany, Nákle und Horní Raškovice im Südosten, Cihelna und Svojšice im Süden, Ledec und Urbanice im Südwesten, Sovoluská Lhota und Lipoltice im Westen sowie U Široké Cesty und Poběžovice u Přelouče im Nordwesten.

## Geschichte
Der Fund eines Lagerplatzes von Mammutjägern aus dem Jungpaläolithikum zeugt von einer frühzeitlichen Besiedlung der Gegend.
Der Ortsname lässt darauf schließen, dass das Dorf in der Zeit zwischen dem 10. und 12. Jahrhundert angelegt wurde und seine Bewohner gegenüber dem Landesherren mit der Ausbildung der Jagdhunde als besondere Dienstbarkeit verpflichtet waren; das nahe liegende Dorf Holotín geht auf den Hof eines Hundewärters zurück. Die ersten Häuser von Chrtníky entstanden am felsigen Hang Havraník.
Die erste schriftliche Erwähnung des zur Feste Choltice gehörigen Dorfes erfolgte am 9. Mai 1397, als Heinrich von Chlum und Koschumberg, genannt Lacembok, seine Hälfte von Choltice mit dem Dorf Chrtníky an Johannes von Lipka verkaufte. Besitzer des anderen Teils von Choltice war Wenzel Sekerka von Sedčice, der bei dem Kauf als Zeuge zeichnete.
Im 16. Jahrhundert erwarben die Herren von Gersdorff die Herrschaft Choltice. Nach der Schlacht am Weißen Berg wurden die Güter des Stephan von Gersdorff 1623 wegen dessen Teilnahme am Böhmischen Aufstand konfisziert und die Herrschaft an Christoph Simon von Thun verkauft. Die Reichsgrafen von Thun und Hohenstein erhoben die Herrschaft zum Familienfideikommiss und hielten den Besitz bis ins 20. Jahrhundert. 
Im Jahre 1833 bestand das im Chrudimer Kreis gelegene Dorf Chrtnik aus 35 Häusern, in denen 276 Personen lebten. Im Ort gab es eine Brettmühle. Zu Chrtnik konskribiert waren das im Choltitzer Tiergarten liegende Fasanjägerhaus und zwei Hegerhäuser. Pfarrort war Swintschan. Bis zur Mitte des 19. Jahrhunderts blieb Chrtnik der Fideikommissherrschaft Choltitz untertänig.
Nach der Aufhebung der Patrimonialherrschaften bildete Chrtník ab 1849 einen Ortsteil der Gemeinde Choltice im Gerichtsbezirk Přelauč. Ab 1868 gehörte das Dorf zum Bezirk Pardubitz. In den 1920er Jahren löste sich Chrtníky von Choltice los und bildete eine eigene Gemeinde. 1949 wurde Chrtníky dem Okres Přelouč zugeordnet. Dieser wurde im Zuge der Gebietsreform von 1960 aufgehoben, seitdem gehört das Dorf zum Okres Pardubice. 1964 erfolgte die erneute Eingemeindung nach Choltice. Seit dem 24. November 1990 besteht die Gemeinde Chrtníky wieder.

## Gemeindegliederung
Für die Gemeinde Chrtníky sind keine Ortsteile ausgewiesen. 

## Geologie
Das Tal von Chrtníky gilt als Fundstätte von Fossilien und Resten von Haifischzähnen aus dem Kreidemeer. Bei Chrtníky befindet sich eine zum Chwaletitz-Sobolusker Proterozoikum gehörige albitische Diabas-Lagerstätte. Südwestlich des Dorfes wird durch die EUROVIA Kamenolomy, a.s. in einem Steinbruch doleritischer Diabas abgebaut.

## Sehenswürdigkeiten
- Glockenturm und Kreuz auf dem Dorfplatz
- Naturreservat Choltická obora